# Centrale thermique de Bourchtyn
La centrale thermique de Bourchtyn est une centrale thermique dans l'Oblast d'Ivano-Frankivsk en Ukraine.

## Localisation
Elle se situe à Bourchtyn du raïon d'Ivano-Frankivsk.

## Historique
Elle a ouvert en 1969 après la création du réservoir de Bourchtyn. Elle a été touchée le 10 octobre 2022 lors d'une attaque massive par missile de la part de la Russie.

## Installations

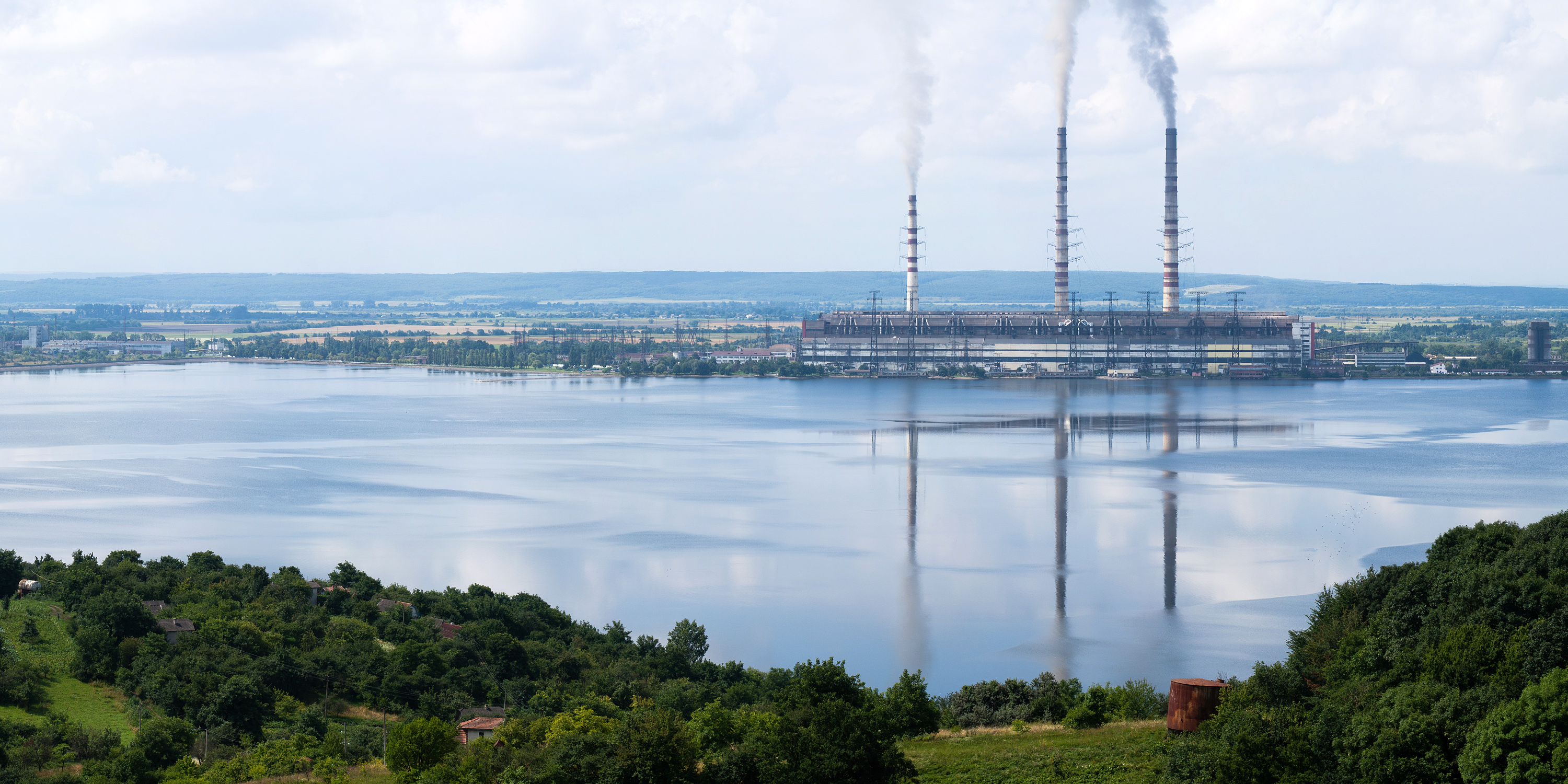
L'île de Bourchtyn.

l'« île centrale de Bourchtyn », centrée sur la centrale thermique et qui comprend aussi Kaluska CHPP la centrale thermique au gaz de  200 MW et la station hydraulique Tereblia-Rikska de 27 MW. L'île a été connectée en 2003 au réseau synchrone de l'Europe continentale, contrôlé par le Réseau européen des gestionnaires de réseaux de transport d'électricité (ENTSO-E).